# ラルカ・トゥルカン
ラルカ・トゥルカン（Raluca Turcan、旧姓 タタルカン (Tatarcan)、1976年4月2日 - ）はルーマニアの政治家で、国民自由党（PNL）に所属している。2004年からシビウ県選出のルーマニア代議院議員を務めている。 
2004年にルーマニア大統領トラヤン・バセスクの顧問であったヴァレリウ・トゥルカンと結婚し、2007年に息子エリックを儲けている。 

## 経歴
ボトシャニで高校の校長を務める父ドゥミトルと母マリア・マルガレタの間に生まれた。ブカレスト経済大学の国際経済関係学部で学び、1999年に卒業した。1996年から1999年までモスクワのプーシキン記念ロシア語大学にも在籍し、ビジネスロシア語の学位を取得している。2006年にブカレストの国立政治行政大学で政治マーケティングの修士号を取得し、同年にブラショヴ・トランシルヴァニア大学で博士号も得ている。オーストリアとアメリカでも研究を行っていた。1999年から2000年まで、自動車タイヤディーラー、トファン・グループに広報コンサルタントとして勤務していた。その後、2000年から2004年までルーマニア元老院の議会スタッフとなった他、2000年から2006年までトランシルヴァニア大学とシビウ・ルーマニア＝ドイツ大学で助教授を務めていた。 
トゥルカンの政治キャリアは、2000年にPNLの国民評議会議長顧問になったことから始まる。2002年にはPNL党首テオドール・ストロジャンの顧問となり、2004年にシビウ県からルーマニア代議員選挙に出馬して当選するまで同職を務めた。当選後、2006年までPNLの国家指導者評議会に参加した。その後、PNLから追放されると、PNL指導部に反発するヴァレリウ・ストイカとクリスティアン・ブーレアヌとともにストロジャンが結党した自由民主党 (PLD) に参加し、2007年3月から12月まで副代表を務めた。2007年12月に自由民主党が民主党と合流して民主自由党 (PD-L) が結成されると PD-L の副代表に就任した。2008年のルーマニア代議院選挙では再選され、代議員として複数の委員会で委員を務め、文化・芸術・マスメディア委員会の委員長を2度務めている (2005-2006年、2008年以降)。2012年の代議院選挙では選挙区で次点だったが、小選挙区比例代表併用制のおかげで比例区での復活当選を果たした。 2016年の選挙でPNLが敗北し、アリーナ・ゴルギウが党代表を退くと暫定代表となり、代表選挙でルドビク・オルバンが正式に代表となるまで同職を務めた。2019年5月に代議員議長  リヴィウ・ドラグネアが不正行為で投獄されたことを受けて後任議長選挙に立候補したが、マルセル・シオラクに敗れた。

## 論争
トゥルカンは、その政治キャリアを通じて何度も論争の中心人物になっている。 2004年に党代表のカリン・ポペスク・タリチェアヌが首相に就任して以降、党に対して公然と批判を繰り返したため、2006年7月に党から警告を受けた。これに対してトゥルカンはこれからも同様の批判を続けると応じ、実際に批判を止めなかったことから9月に党を除名された。一方で、これとは対照的にトラヤン・バセスクを公然と支援し、バセスクは党と目標を共有しており、弾劾は「深刻な虐待」であるとした。さらに、当時のPNL代表クリン・アントネスクは2009年の大統領選挙でバセスクに負けるだろうとし、反バセスク戦略を続ければ党は周辺化にさらされる恐れがあると主張した。 